# The Best of 1990-2000
The Best of 1990-2000 är ett "Greatest Hits"-album av U2, utgivet 12 november 2002. En version i begränsad upplaga innehåller också en cd med enbart b-sidor och remixer plus en bonus-DVD. Noterbart är att låtarna från albumet Pop som ingår, mixats om. Två nya låtar är med; "Electrical Storm" och "The Hands That Built America".

## Låtlista
CD 1:
1. "Even Better Than the Real Thing" – 3:39
2. "Mysterious Ways" – 4:02
3. "Beautiful Day" – 4:05
4. "Electrical Storm" (William Orbit Mix) – 4:37
5. "One" – 4:35
6. "Miss Sarajevo" (Radio Edit) – 4:30
7. "Stay (Faraway, So Close!)" – 4:58
8. "Stuck in a Moment You Can't Get Out Of" – 4:31
9. "Gone" (New Mix) – 4:32
10. "Until the End of the World" – 4:38
11. "The Hands That Built America" – 4:57
12. "Discothèque" (New Mix) – 4:40
13. "Hold Me, Thrill Me, Kiss Me, Kill Me" – 4:44
14. "Staring at the Sun" (New Mix) – 4:48
15. "Numb" (New Mix) – 4:21
16. "The First Time" – 3:44
17. "The Fly" (endast i Japan och Storbritannien) - 4:29

CD 2: B-sidor (begränsad)
1. "Lady with the Spinning Head" (Extended Dance Mix) – 6:06
2. "Dirty Day" (Junk Day Mix) – 4:40
3. "Summer Rain" – 4:07
4. "Electrical Storm" – 4:26
5. "North and South of the River" – 4:36
6. "Your Blue Room" – 5:26
7. "Happiness Is a Warm Gun" (The Gun Mix) – 4:45
8. "Salomé" (Zooromancer Remix Edit) – 5:51
9. "Even Better Than the Real Thing" (The Perfecto Mix) – 6:38
10. "Numb" (Gimme Some More Dignity Edit) – 5:50
11. "Mysterious Ways" (Solar Plexus Club Mix) – 4:08
12. "If God Will Send His Angels" (Big Yam Mix) – 5:42
13. "Lemon" (Jeep Mix) – 5:29
14. "Discothèque" (Hexidecimal Edit) – 5:45

Bonus-DVD
1. "The History Mix" – 7:40
2. "Best Of DVD Promo" – 2:27
3. "Please" (live from Helsinki) – 5:00
4. "Beautiful Day" (Èze Version) – 4:04